# 孙丽英
孙丽英（1962年—），满族，中华人民共和国政治人物、第十一届全国政协委员。
加入中国共产党，担任解放军总政治部歌剧团一级演员。1998年，当选第九届全国人大代表。2008年，当选第十一届全国政协委员，代表文化艺术界，分入第二十七组。并担任教科文卫体委员会专委。